# LAN Tank
LAN Tank (SOTO-HDLWU) は、挑戦者が2005年6月に出荷開始した、『スパニング・ミラーリング対応 ストリーミングサーバ組み立てキット』である。
筐体内に電源と制御基板が組み込まれた状態で販売されており、製品にハードディスクドライブは含まれていないため、購入者が別途入手して組み込む必要がある。
ハードディスクドライブは、二台まで内蔵でき、プライマリポートのマスター/スレーブとして接続される事になる。
当初、親ブランドである株式会社アイ・オー・データ機器の販売するLANDISKのハードウェアを用いた玄箱相当のシングルドライブNASキットとして一旦発表が行われたが、基板上のROMには、内蔵HDDからのブートプログラムしか書かれておらず、インストーラの開発が出来なかった事により、お蔵入りになりかけた。
玄箱に対し開発者のつけた開発コードは素箱であったが、公式に発表されたのは白箱となっている。
しかし、その開発コードに反し、搭載CPUのマイナーさから、簡単にコンパイルが通らない、素直に動作しない、LANDISKとは異なるファームなど、インストールすれば、簡単に取りあえずはNASが構築できる玄箱よりもユーザーを選ぶ。
その様をツンデレ仕様と評された事もあった。
元々LANDISK自体が安価なSH-4のシステムとして、HDDにシステムが書かれていること、ファームウェアのアップデートで任意のファイルを書き換え/追加できる事から、ハック対象として扱われる事は多く、iohack Projectの成果も含め、インストールはPC/AT互換機でインストーラを用いて行う形でHDDも二台搭載可能に変更されて、ストリーミングサーバ組み立てキットとなり製品化された。
製品としては、あくまで、ストリーミングサーバ組み立てキットであり、開発者の意向から、標準では、sambaはインストールされず、Windowsからネットワークドライブとして使うNASとして利用する場合は、ユーザが自らインストール/設定を行う必要がある。
とはいえ、最低限の手間で実現できるようにはなっており、意図的に「能動的に利用すること」を要求するように構成されている。
利用のノウハウや、HDDの稼動実績などがユーザの作成したWikiに集約されており、自由に編集できる事もあってか、公式ページよりも充実した情報や、各種リンクが用意されている。
ハードウェアとしては、親ブランドである株式会社アイ・オー・データ機器のLANDISKの二台HDDを内蔵できるタイプの製品がベースになっているが、樹脂パーツが着色されていない事や、エンブレムの違い、基板もJTAGのスルーホールの削除、デバッグ用シリアルコンソールの配置の変更等が行われた。
実際にはLANDISKも同一の基板となっているロットも存在するため、ロットによっては同一のハードウェアともいえる。
背面に小型の空冷ファンが２基設置されており、電源連動であるため、本体側からの制御はできず、電源が入っている場合は常時回り続ける。
ソフトウェア的には、親ブランドの製品では出来なかったミラーリングで二台運用する事が可能になっているが、障害時の復旧については特にメニューも用意されず、マニュアルにも記述が無いため、自力で対応する必要がある上、ベースとなる筐体が分解を考慮していないため、きっちり組み上げてしまった際のメンテナンス性は高いとは言えない。
インストールはシングルドライブで行い、ブラウザ上でRAIDの構築など構成を選択可能にしている。
なお、RAID1での構成時には、スレーブ側はHDD先頭からデータ対象のパーティションを生成してしまうため、マスタ側の故障時には、インストールを行った新しいシステムからコマンド処理によって復旧を行う必要があるが、これらの情報については、オンラインマニュアルを含め、公式な資料としての明示はない。
また、コンソールでの操作が多くなる製品であるため、基板のスルーホールに対しコンスルーコネクタにより、着脱可能なSERIAL-KITが同時に発売されている。
元々そのような利用を考慮していない筐体のため、接続時はパネルを外しておく必要もあり、コンスルーコネクタ自体が頻繁な着脱を想定したものではないため、常用する場合には半田付けなどの固定する手段を講じることが望ましい。
尚、内蔵FlashROMに書き込まれているのは、sh-ipl+g、シリアルコンソールの速度は9600b.p.s.に設定されており、実際のシステムの起動には、HDDのMBRにブートコードを必要とする。
2006年1月には、メモリの増量とCPUを変更したGigaLANDISK相当である、Gigabit Etherに対応した、GLAN Tankの出荷が開始された。

## スペック
| HDD搭載可能台数 | 3.5インチ×2          |
| CPU             | SH-4 266MHz          |
| RAM（メモリ）   | 64MByte              |
| LAN             | 100Base-T/10Base-T×1 |
| USB 2.0         | ×2                   |

## その他関連
- 挑戦者
- アイ・オー・データ機器
- 玄人志向